# Flavius Moschianus
Flavius Moschianus (fl. 512) était un homme politique de l'Empire romain.

## Biographie
Fils de Sabinianus Magnus, MUM en 479-481, et frère de Flavius Sabinianus.
Il était consul en 512.